# チョ・ウリ
チョ・ウリ（朝: 조우리、1992年3月29日 - ）はキーイーストエンターテインメント所属の大韓民国の女優である。本貫は豊壌趙氏。

## 人物
1992年3月29日に大韓民国のソウルで生まれる。身長は164cm、体重は42kg。血液型はA型。

## 来歴
小学校の頃に路上で「アイドルにならないか？」とスカウトされるが当時は芸能界に興味がなかったため断った。だが高校2年生の時に観た演劇とミュージカルに感銘を受け、女優を目指すことになる。
2011年にドラマ『リアルスクール』でデビューする。

## 出演

### ドラマ
- リアル・スクール（2011年、MBC）
- 愛もお金になりますか？（2012年、MBN） - ダランの少女時代
- 人生で最も輝く時間（2012年、KBS2） - ソヨンの友人役
- チョンウチ（2012年、KBS2） - ソルミ役
- シリウス（2013年、KBS2） - ソリ役
- 一抹の純情（2013年、KBS2） - コ・ダビ役
- メディカル・トップチーム（2013年、MBC） - ヨ・ミンジ役
- モダン・ファーマー（2014年、SBS） - ファン・イジ役
- 私の娘はスーパーウーマン（2015年、MBC） - ソ・ジョンイ役
- 太陽の末裔（2016年、KBS2） - チャン・ヒウン役
- 魔女の法廷（2017年、KBS2） - チン・ヨニ役
- トゥー・カップス（2017年、MBC） - キム・ミナ役
- ウラチャチャ My Love（2018年、JTBC） - キム・ソヌ役（カメオ出演）
- 推理の女王2（2018年、KBS2） - ユン・ミジュ役
- ライフ・オン・マーズ（2018年、OCN） - ジョンヒ役（カメオ出演）
- 私のIDはカンナム美人（2018年、JTBC） - ヒョン・スア役
- 風が吹く（2019年、JTBC） - チェ・スンヨン役
- 愛はビューティフル、人生はワンダフル（2019年 - 2020年、KBS2） - ムン・ヘラン役
- あいつがそいつだ（2020年、KBS2） - ハン・ソユン役

## 賞とノミネート

### 受賞
- 2018年「第11回コリアドラマアワード スターオブザイヤー賞」（『私のIDはカンナム美人』）
- 2018年「韓国ファーストブランドアワード 女優賞」

### ノミネート
- 2018年「KBS演技大賞 最優秀新人女優賞」（『推理の女王2』）